# Susanne Wenningsted-Torgard
Susanne Wenningsted-Torgard (født 1958), dansk forfatter og kunsthistoriker
Susanne Wenningsted-Torgard blev mag.art. i kunsthistorie i 1987 ved Københavns Universitet.
Hendes oprindelige interesseområde var dansk middelalderkunst, specielt krucifikser. Hun har været underviser og konsulent indenfor museumsregistrering, redaktionssekretær på Danske Kalkmalerier, redaktør af et festskrift til Ulla Haastrup: Det ikonografisk Blik (Forlaget Falcon 1993), skrevet adskillige artikler om blandt andet kalkmalerier og krucifikser, om H.C. Andersen og Vor Frue Kirke, om barokkirken Vor Frue samt om kirkens tekstiler.
Tekstiler danner også tema i bogen Rosen fra Jeriko, hvor Susanne Wenningsted-Torgard fortæller historien bag bispekåberne i Københavns Domkirke.
Siden 2003 har Susanne Wenningsted-Torgard været ansat som sognemedhjælper i Københavns Domkirke, hvor hendes arbejde blandt andet omfatter tilrettelæggelse af udstillinger i domkirkens museum, som for eksempel "Biscuit & Bestik, kopi efter Thorvaldsen".
Sideløbende med sin kunsthistoriske løbebane har Susanne Wenningsted-Torgard også i 10 år arbejdet med opbygningen af Cirkusmuseet i Hvidovre.